# 圣堂镇
圣堂镇，是中华人民共和国广东省江门市恩平市下辖的一个乡镇级行政单位。

## 行政区划
圣堂镇下辖以下地区：
圣堂墟镇社区、长安村、进职村、龙塘村、水塘村、区村、三山村、塘龙村、根竹头村、三联村、歇马村和湴朗村。

## 中国传统村落
2012年，歇马村被评为首批“中国传统村落”。